# Juan de Villegas
Juan de Villegas est l'une des dix paroisses civiles de la municipalité d'Iribarren dans l'État de Lara au Venezuela. Sa capitale est Barquisimeto, chef-lieu de la municipalité et capitale de l'État, dont elle constitue l'une des paroisses civiles urbaines, située à l'ouest du centre. Elle accueille plusieurs édifices et lieux emblématiques de la ville, comme l'aéroport international Jacinto-Lara, le cimetière nouveau, le parc de l'Ouest et le monument naturel Loma de León.

## Géographie

### Démographie
Hormis certains des quartiers occidentaux de la ville de Barquisimeto dont Juan de Villegas constitue l'une des paroisses civiles urbaines, celle-ci comporte également d'autres localités, parmi lesquelles :
- Agua Viva
- Barquisimeto
  - Barrio Las Tinajitas
  - Cerritos Blancos
  - Cerro Blanco
  - El Coriano
  - El Tostado
  - La Concordia
  - La Tinaja
  - Saduy
  - Tintín
  - Urbanización Andrés-Eloy-Blanco
  - Zona Industrial III
- Boca Ancha
- El Amparo
- El Pandito
- El Portachuelo (partagé avec Unión)
- El Totumo
- El Trompillo
- La Culebra
- La Llorona
- Las Veras
  - Las Veras Sur
- Los Cocos
- Pavia
- Titicare
  - Titicare Norte
  - Titicare Sur
- Villa Rosa